# プーケット国際空港
プーケット国際空港（プーケットこくさいくうこう、タイ語: ท่าอากาศยานนานาชาติภูเก็ต、英語: Phuket International Airport ）とは、タイ王国のプーケット県タラーン郡マイカーオ町（タムボン）にある国際空港である。

## 概要
タイ最大のリゾート地であるプーケットの国際空港であり、タイ国内のみならずアジアやヨーロッパ各地から多くの定期便が就航する。また年間を通じて多くのチャーター便が乗り入れている。2019年の旅客数は1811万人でタイの空港では3番目だった。

## ターミナル
旅客ターミナルは、ターミナルX、国際線ターミナル、国内線ターミナルの3棟がある。全体で年間2,000万人の旅客を扱うことができる。
ターミナルXは2014年に供用を開始したチャーター便専用の施設である。床面積1,320m2であり、10台のチェックインカウンターを備え1時間に1,000人の処理能力がある。出国審査は国際線ターミナルに移動して行う。
国際線ターミナルは2016年に開業した。
空港ターミナル内の案内表示やアナウンスはタイ語や英語、中国語に加えてロシア語により行われている。

## 就航航空会社と就航都市
| 航空会社                                        | 就航地 | ターミナル |
| ----------------------------------------------- | --- | ---------- |
| タイ国際航空                                    | バンコク/スワンナプーム | 国内       |
| バンコク・エアウェイズ                          | バンコク/スワンナプーム、チェンマイ、ウタパオ、サムイ島、ハートヤイ                                                               | 国内       |
| タイ・エアアジア                                | バンコク/ドンムアン、バンコク/スワンナプーム、ウドーンターニー、コーンケン、チェンマイ                                            | 国内       |
| タイ・エアアジア                                | シンガポール、香港、メダン | 国際       |
| タイ・ベトジェットエア                          | バンコク/スワンナプーム、チェンマイ                                                                                               | 国内       |
| タイ・ベトジェットエア                          | ムンバイ(2025年8月14日より運航開始予定)                                                                                           | 国際       |
| タイ・ライオンエア                              | バンコク/ドンムアン | 国内       |
| タイ・ライオンエア                              | 台中 | 国際       |
| ノックエア                                      | バンコク/ドンムアン | 国内       |
| エアアジア                                      | クアラルンプール、デンパサール、コルカタ、コーチン                                                                                | 国際       |
| バティック・エア・マレーシア                    | クアラルンプール | 国際       |
| ファイアフライ                                  | ペナン | 国際       |
| マレーシア航空                                  | クアラルンプール | 国際       |
| ベトジェットエア                                | ホーチミン、ハノイ | 国際       |
| ジェットスター・アジア                          | シンガポール | 国際       |
| スクート                                        | シンガポール | 国際       |
| シンガポール航空                                | シンガポール | 国際       |
| ミャンマー国際航空                              | ヤンゴン | 国際       |
| 中国国際航空                                    | 北京/首都、杭州、成都/天府 | 国際       |
| 中国東方航空                                    | 太原、南京、成都/天府、昆明、西安                                                                                                 | 国際       |
| 中国南方航空                                    | 広州 | 国際       |
| 重慶航空                                        | 重慶、塩城 | 国際       |
| 海南航空                                        | 北京/首都、広州 | 国際       |
| 吉祥航空                                        | 上海/浦東 | 国際       |
| 昆明航空                                        | 昆明 | 国際       |
| 上海航空                                        | 上海/浦東 | 国際       |
| 深圳航空                                        | 深圳 | 国際       |
| 四川航空                                        | 成都/双流、成都/天府 | 国際       |
| 春秋航空                                        | 上海/浦東、広州、成都/天府 | 国際       |
| 西部航空                                        | 重慶 | 国際       |
| 九元航空                                        | 広州、貴陽 | 国際       |
| キャセイパシフィック航空                        | 香港 | 国際       |
| 香港エクスプレス                                | 香港 | 国際       |
| 香港航空                                        | 香港(2025年11月14日より運航再開予定)                                                                                              | 国際       |
| タイガーエア台湾                                | 台北/桃園 | 国際       |
| 大韓航空                                        | ソウル/仁川 | 国際       |
| アシアナ航空                                    | ソウル/仁川(2025年7月25日より運航再開予定)                                                                                        | 国際       |
| ジンエアー                                      | ソウル/仁川 | 国際       |
| IndiGo                                          | デリー、ムンバイ、ベンガルール、コルカタ                                                                                          | 国際       |
| エア・インディア                                | デリー | 国際       |
| エア・インディア・エクスプレス                  | ハイデラバード | 国際       |
| アカサ・エア                                    | ムンバイ(2025年9月20日より運航開始予定)                                                                                           | 国際       |
| カノット・シャーク航空                          | タシュケント | 国際       |
| ウズベキスタン航空                              | タシュケント | 国際       |
| SCAT航空                                        | アスタナ、アルマトイ、シムケント、タラズ                                                                                          | 国際       |
| エア・アスタナ                                  | アルマトイ | 国際       |
| マーハーン航空                                  | テヘラン | 国際       |
| オマーン・エア                                  | マスカット | 国際       |
| サラムエア                                      | マスカット | 国際       |
| サウディア                                      | リヤド | 国際       |
| エミレーツ航空                                  | ドバイ | 国際       |
| エティハド航空                                  | アブダビ | 国際       |
| エア・アラビア                                  | シャールジャ | 国際       |
| カタール航空                                    | ドーハ、ペナン | 国際       |
| エル・アル航空                                  | テルアビブ | 国際       |
| ジェットスター航空                              | メルボルン、シドニー、パース | 国際       |
| フィンエアー                                    | ヘルシンキ | 国際       |
| TUIフライ・ノルディック(いずれもチャーター運航) | ヘルシンキ、ストックホルム、コペンハーゲン                                                                                        | 国際       |
| ノースアトランティック航空                      | オスロ(2025年12月8日より運航開始予定)、ストックホルム(2025年12月5日より運航開始予定)                                              | 国際       |
| TUIエアウェイズ(いずれもチャーター運航)         | ロンドン/ガトウィック | 国際       |
| エーデルワイス航空                              | チューリヒ | 国際       |
| サンクラス航空(いずれもチャーター運航)          | ストックホルム | 国際       |
| コンドル航空                                    | フランクフルト | 国際       |
| ターキッシュ・エアラインズ                      | イスタンブール | 国際       |
| エールフランス航空                              | パリ/CDG(2025年11月27日より運航開始予定)                                                                                          | 国際       |
| アエロフロート                                  | モスクワ/シェレメーチエヴォ、イルクーツク、ウラジオストク、ノヴォシビルスク、サンクトペテルブルク、クラスノヤルスク、ハバロフスク | 国際       |
| アズール・エア(いずれもチャーター運航)          | ノヴォシビルスク、クラスノヤルスク、イルクーツク、ハバロフスク、ウラジオストク、チェリャビンスク、ペルミ、ウファ                  | 国際       |
| S7航空                                          | イルクーツク | 国際       |
| イカル(いずれもチャーター運航)                  | クラスノヤルスク、イルクーツク、カザン、エカテリンブルク                                                                          | 国際       |
| レッド・ウイングス航空                          | モスクワ/ドモジェドヴォ、ノヴォシビルスク、ソチ                                                                                   | 国際       |

2025年4月現在

## 主な航空機事故
タイ航空365便墜落事故
1987年8月31日、ハートヤイ国際空港発プーケット国際空港行きタイ航空365便（ボーイング737-2P5、機体記号:HS-TBC）が、着陸時失速し機体を立て直すことができず海に墜落した。搭乗していた全員が死亡した。
ワン・トゥー・ゴー航空269便着陸失敗事故
2007年9月16日に、タイ王国のワン・トゥー・ゴー航空269便（MD-82、機体記号:HS-OMG）がパイロットの操縦ミスによりプーケット国際空港への着陸に失敗し大破炎上した。搭乗していた90名が死亡した。